# رپپرسویل-جونا
رپپرسویل-جونا (آلمانی: Rapperswil-Jona) یکی‌از شهرهای (حوزه انتخاباتی) کانتون سانکت گالن سوئیس است که در سی گسته واقع شده‌است.

## خصوصیات
رپپرسویل-جونا ۲۵٬۷۷۷ نفر جمعیت دارد.

## خواهرخوانده
شهرهای آلبورگ و باگنو دی روماگنا خواهرخوانده‌های رپپرسویل-جونا هستند.

## نگارخانه

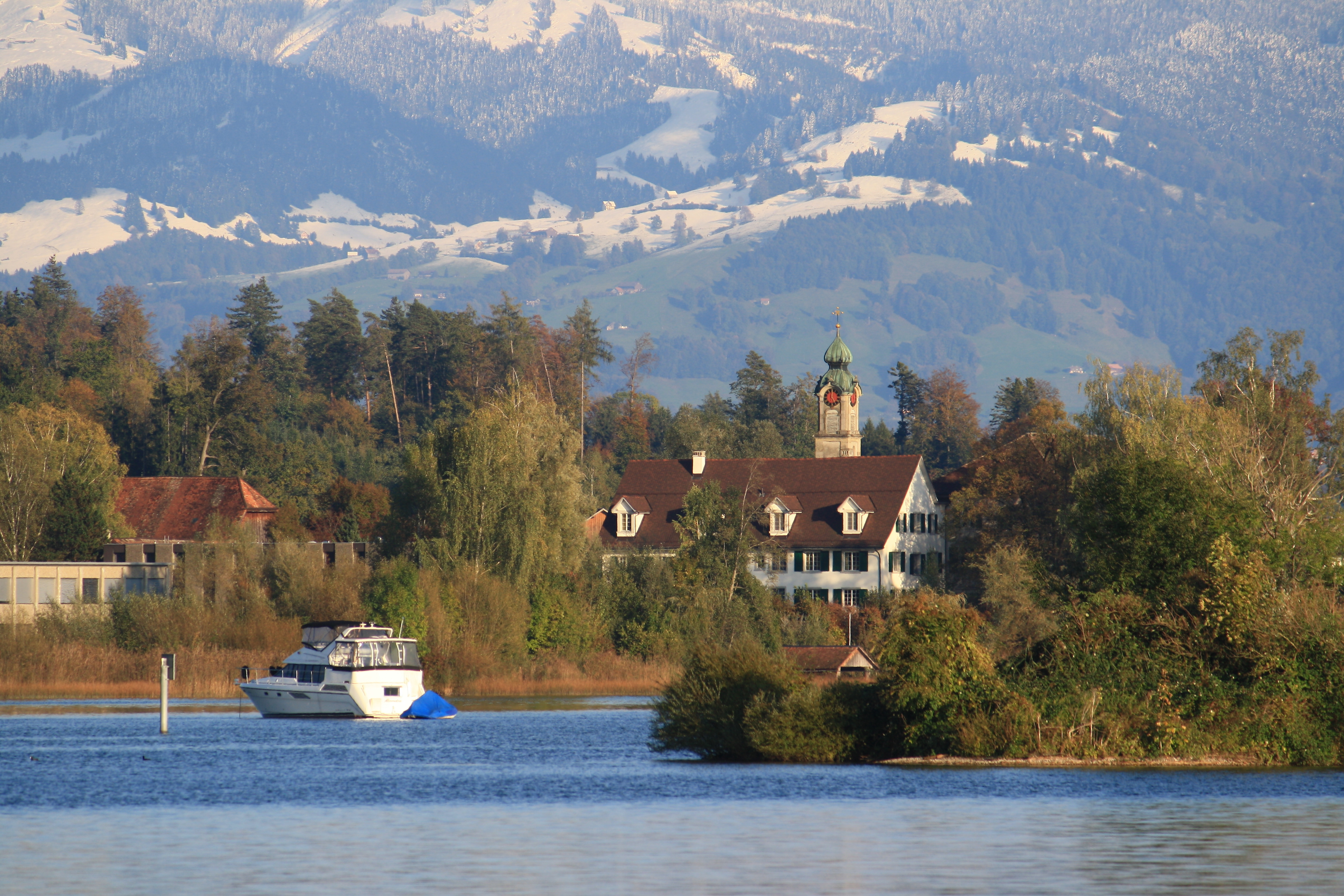
Wurmsbach Abbey
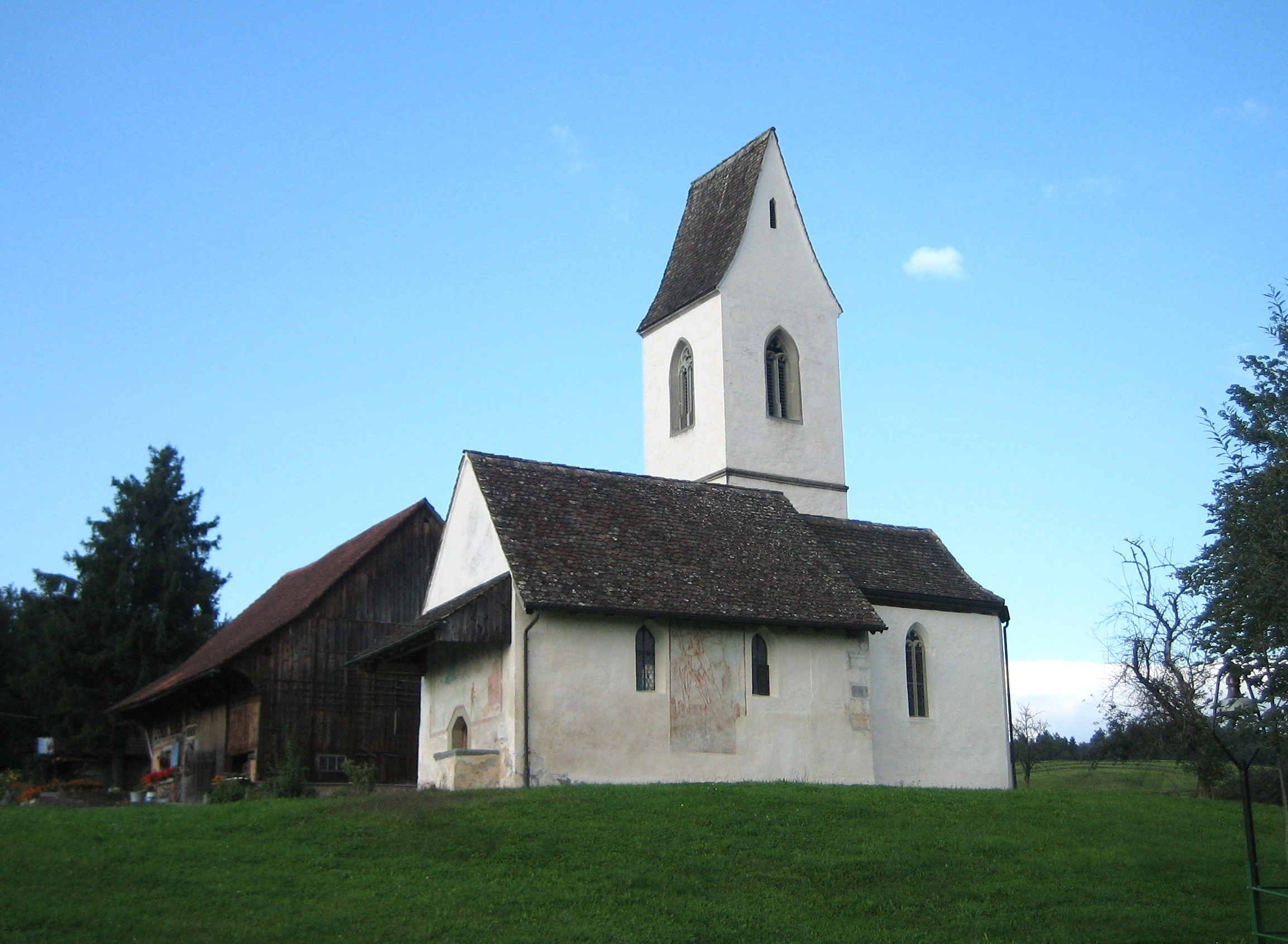
Chapel of St. Dionys
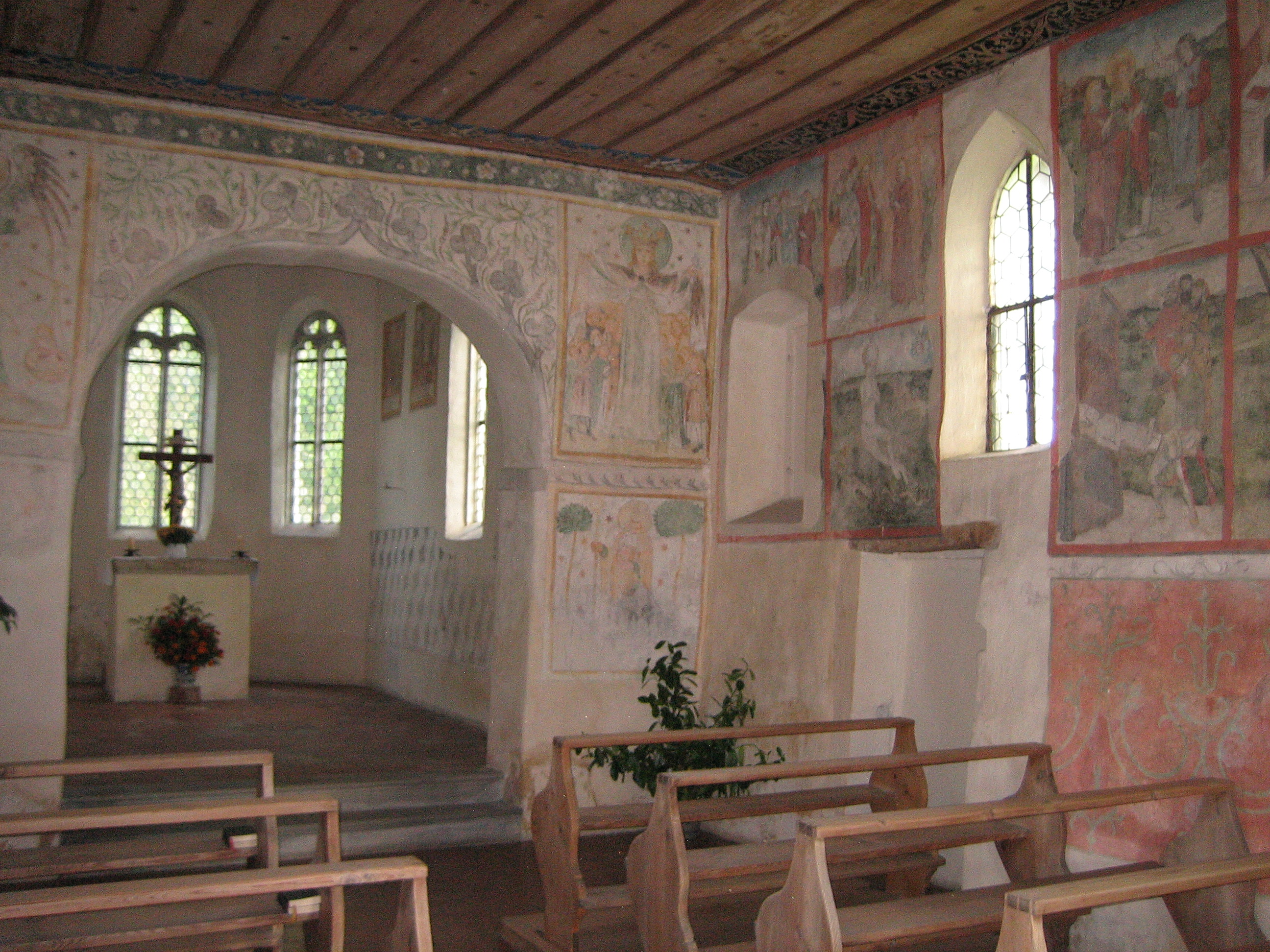
Interior of the chapel
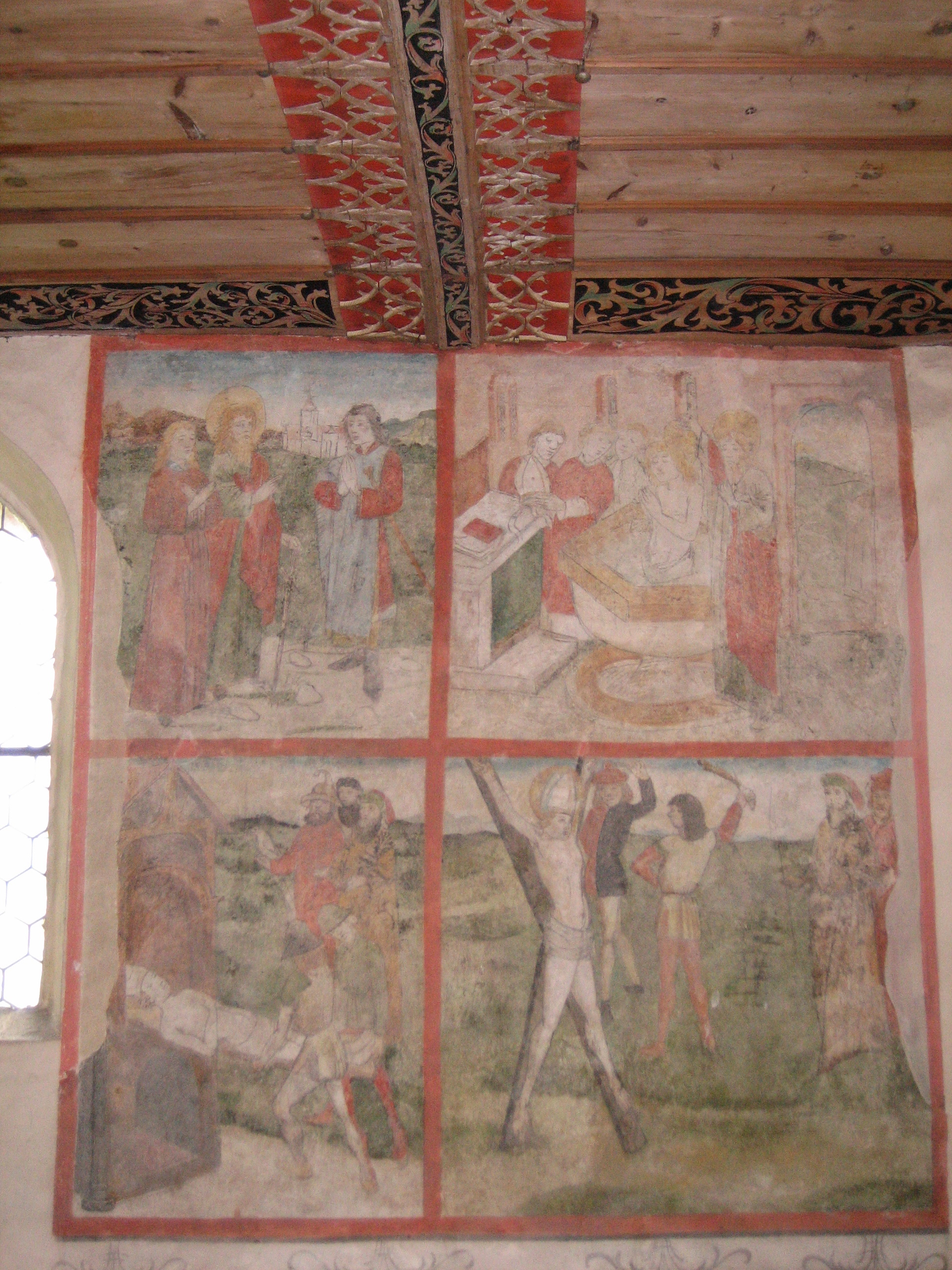
Paintings on the south wall of the chapel
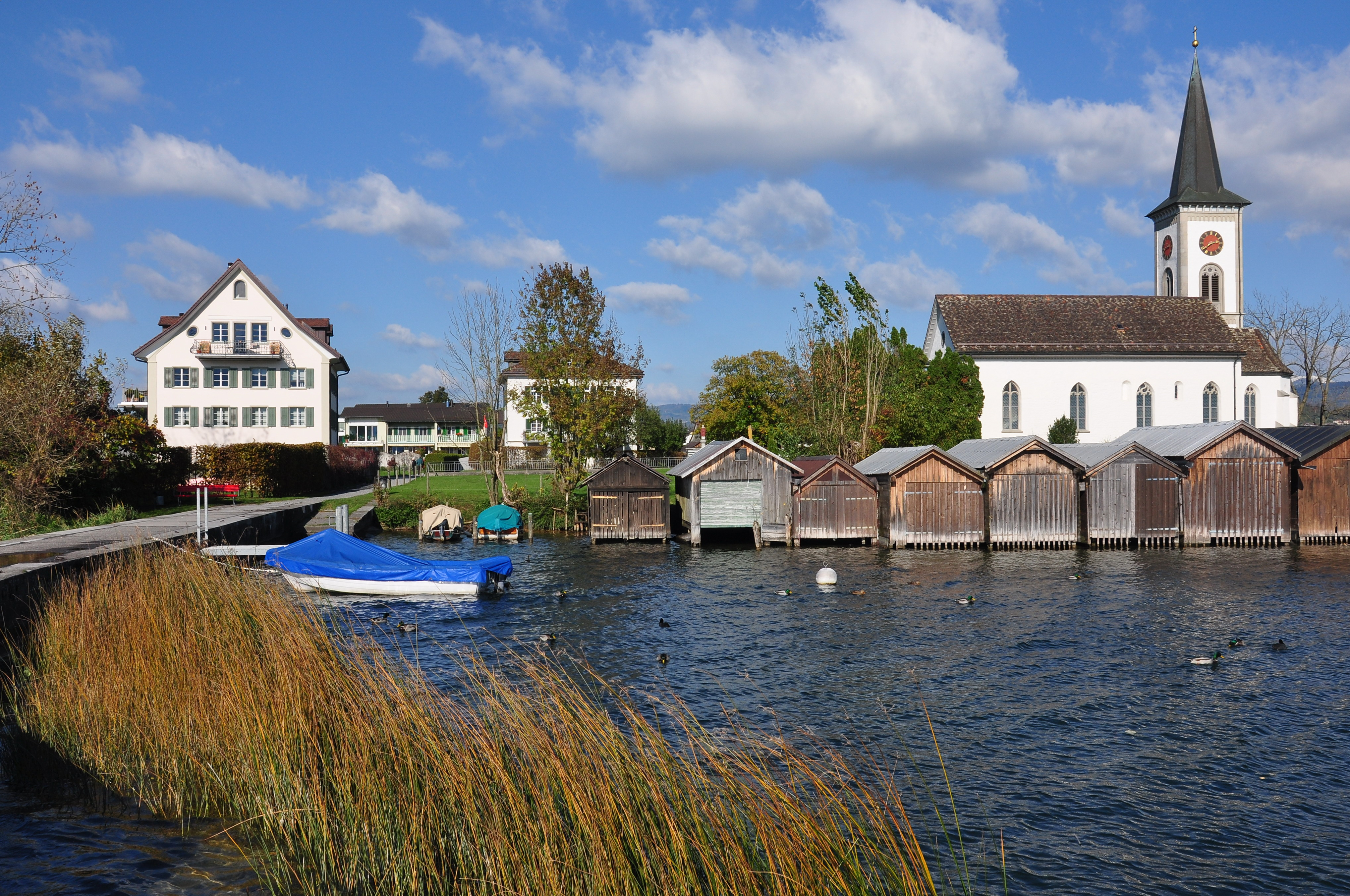
St. Martin Busskirch on Obersee (upper دریاچه زوریخ)
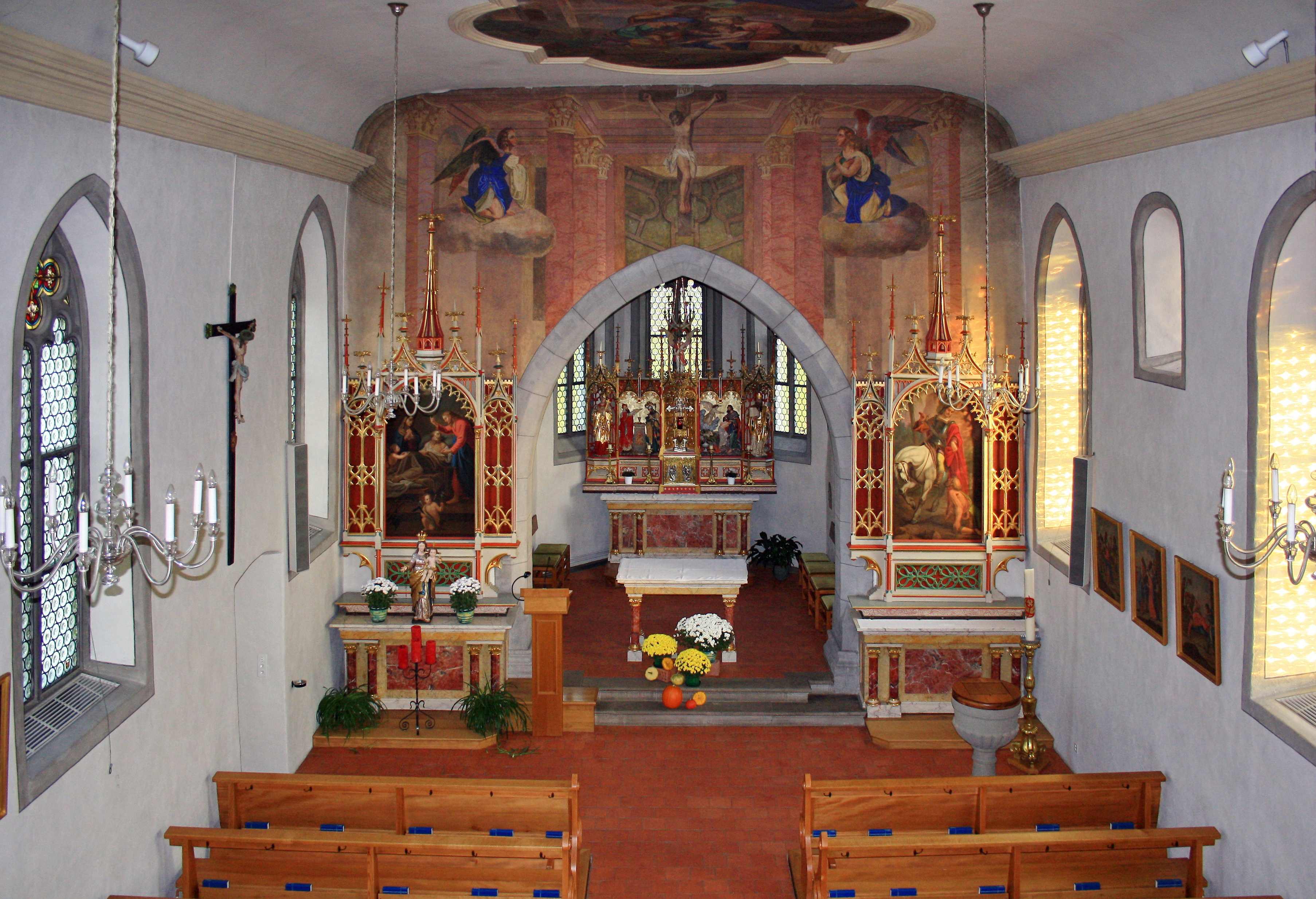
inside the medieval Parish church
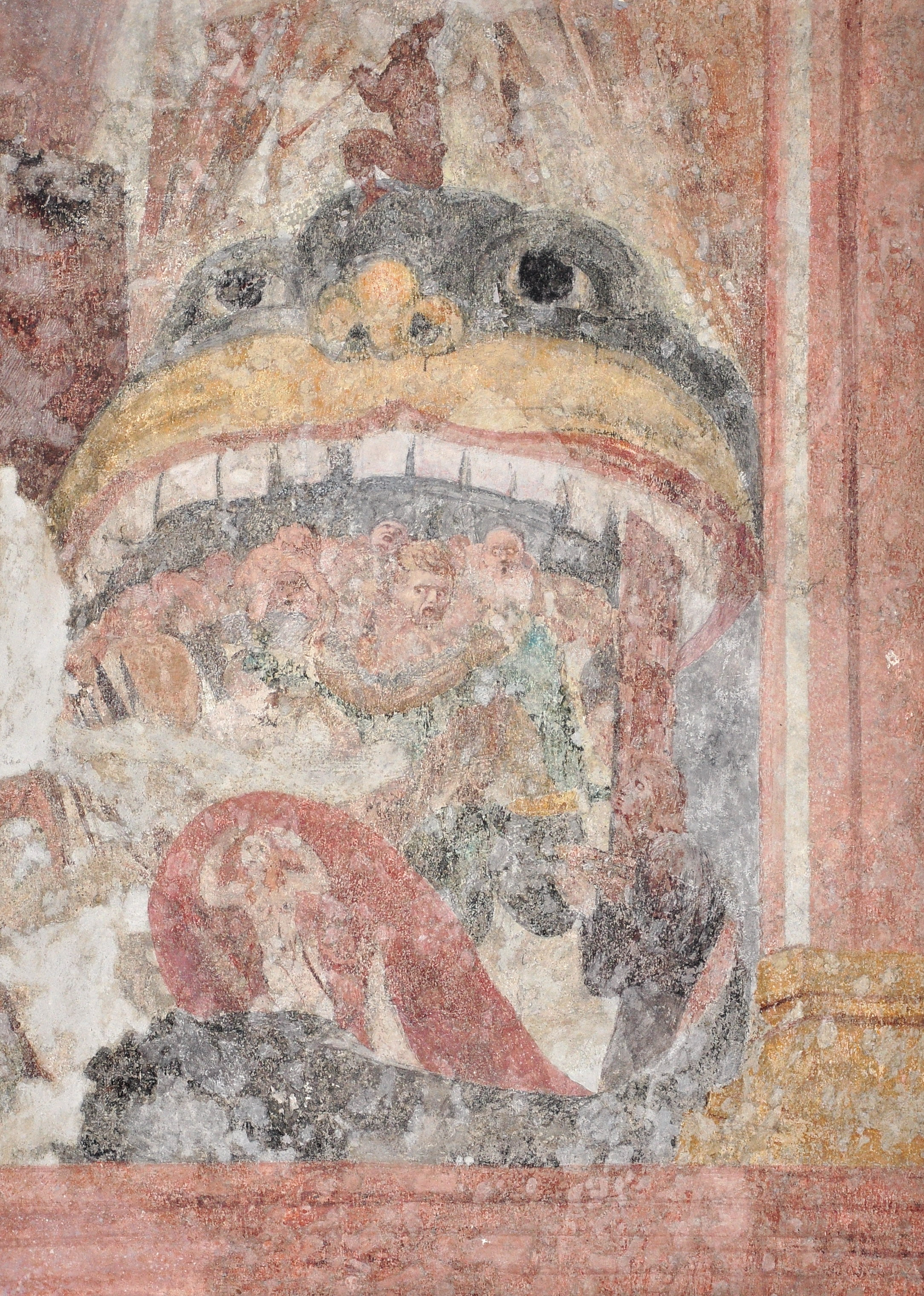
Höllenrachen (روز حساب) painting inside St. Martin
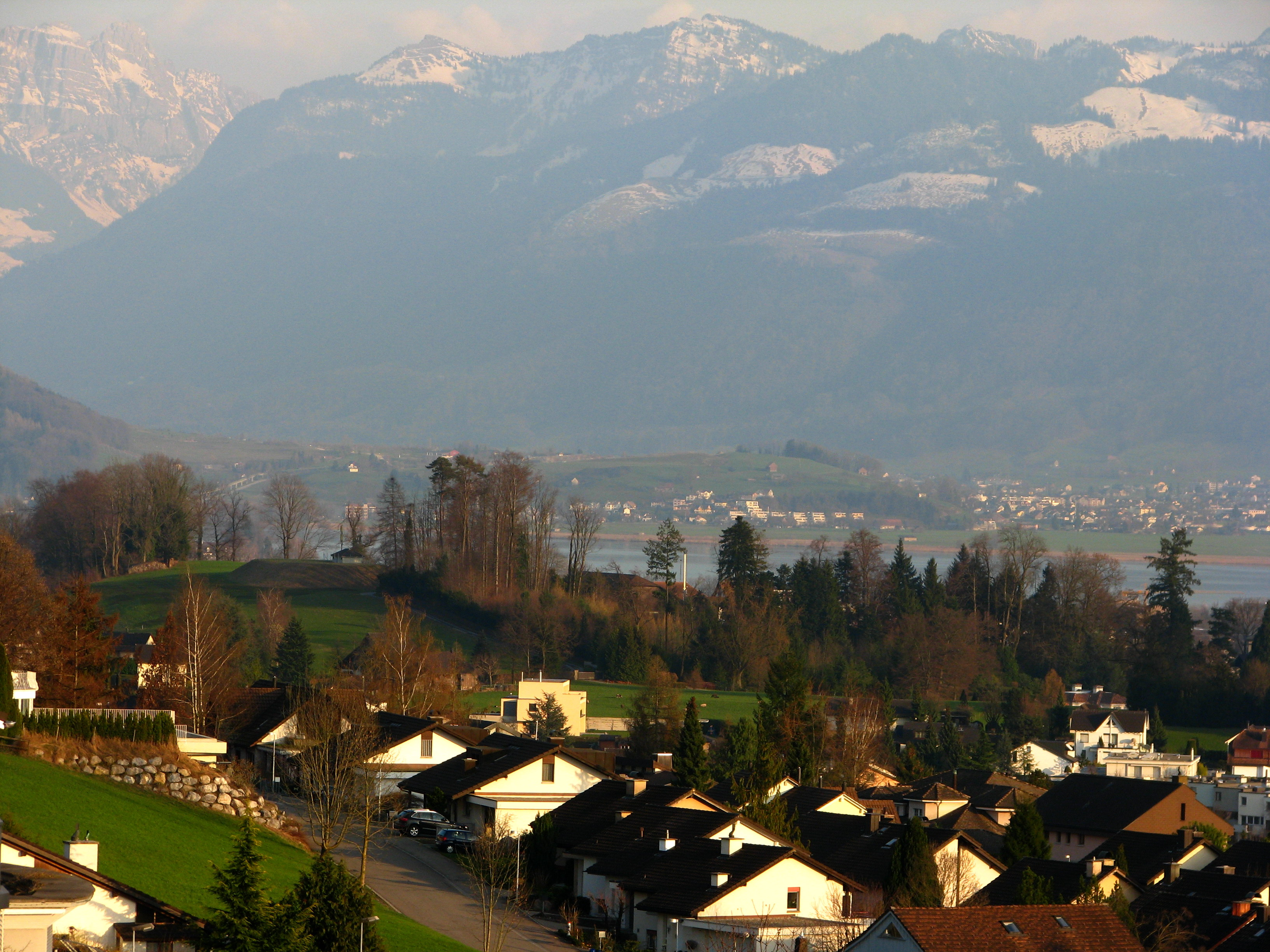
Meienberg hill
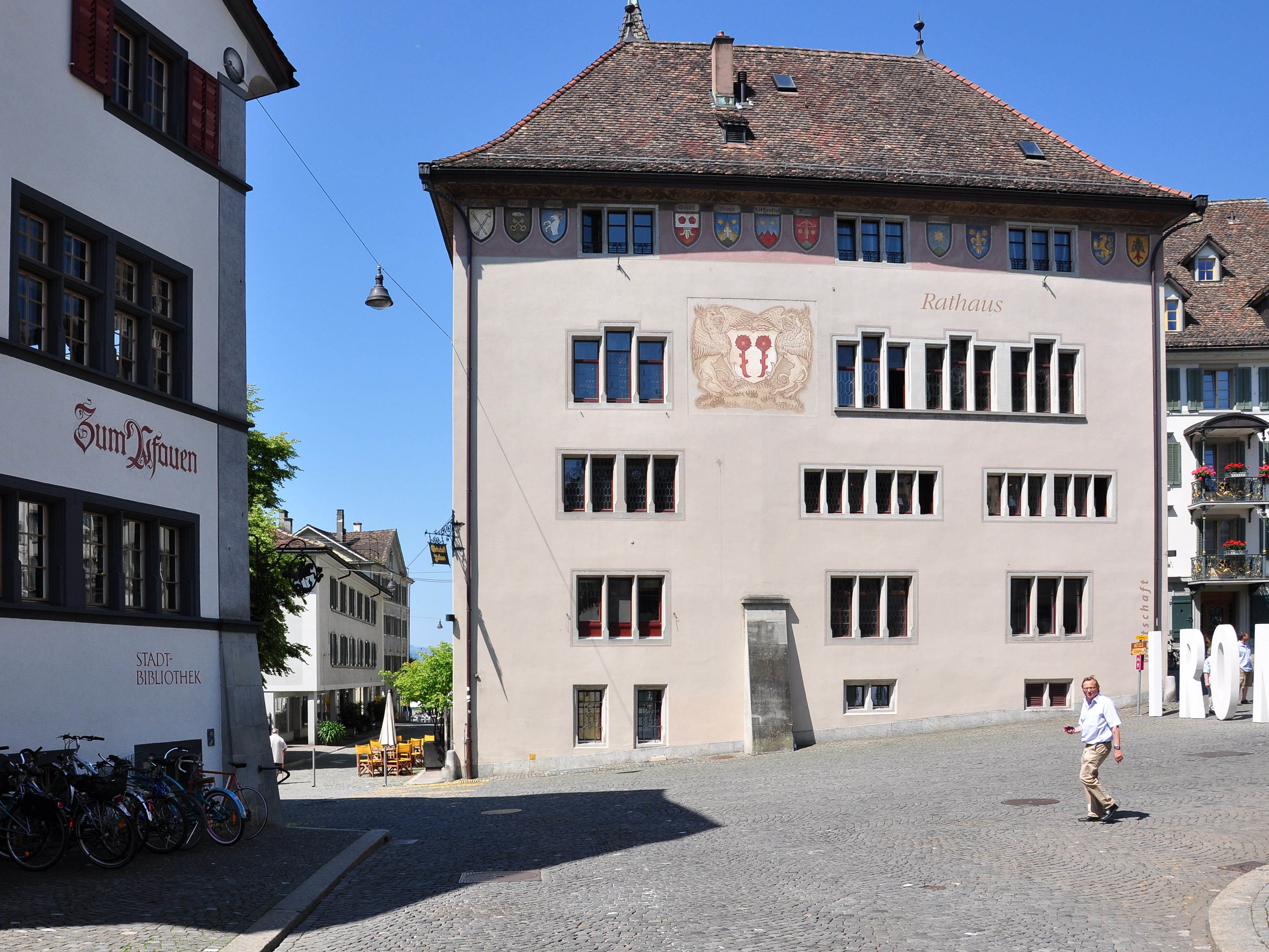
Rathaus (Town hall) of Rapperswil
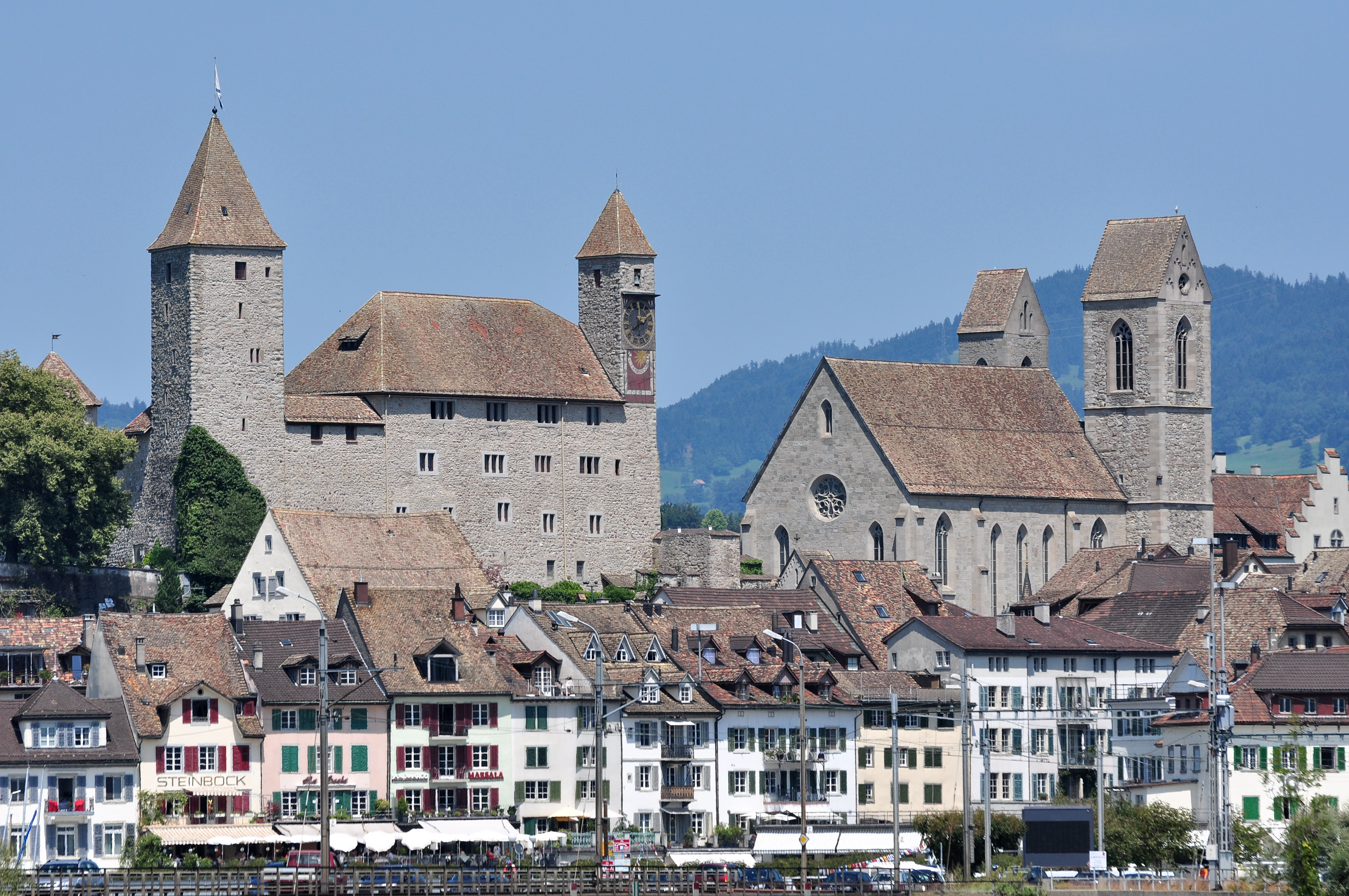
Schloss Rapperswil و Stadtpfarrkirche (St. John's church)
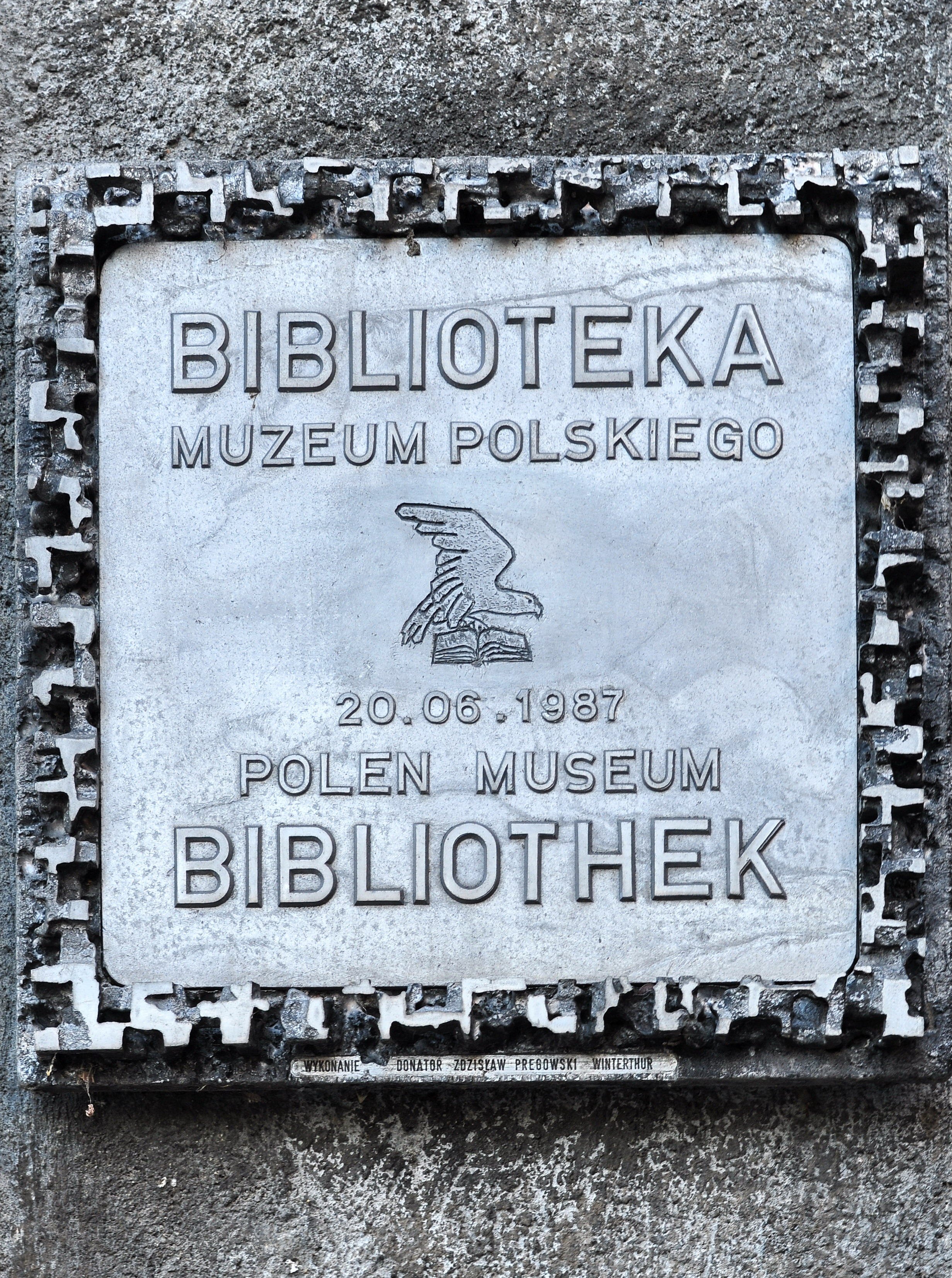
Polish Museum at the Schloss
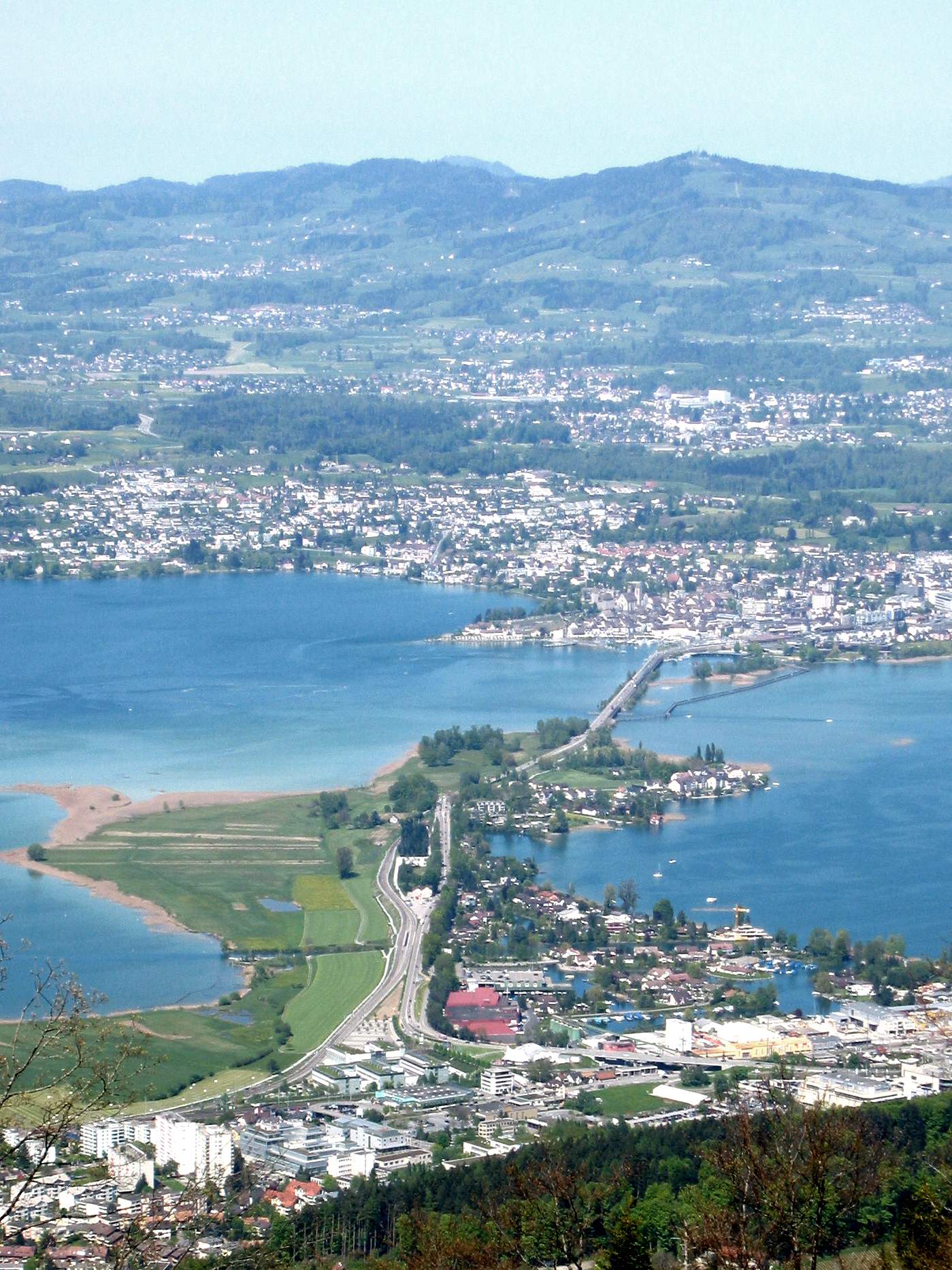
Seedamm bridge across the lake
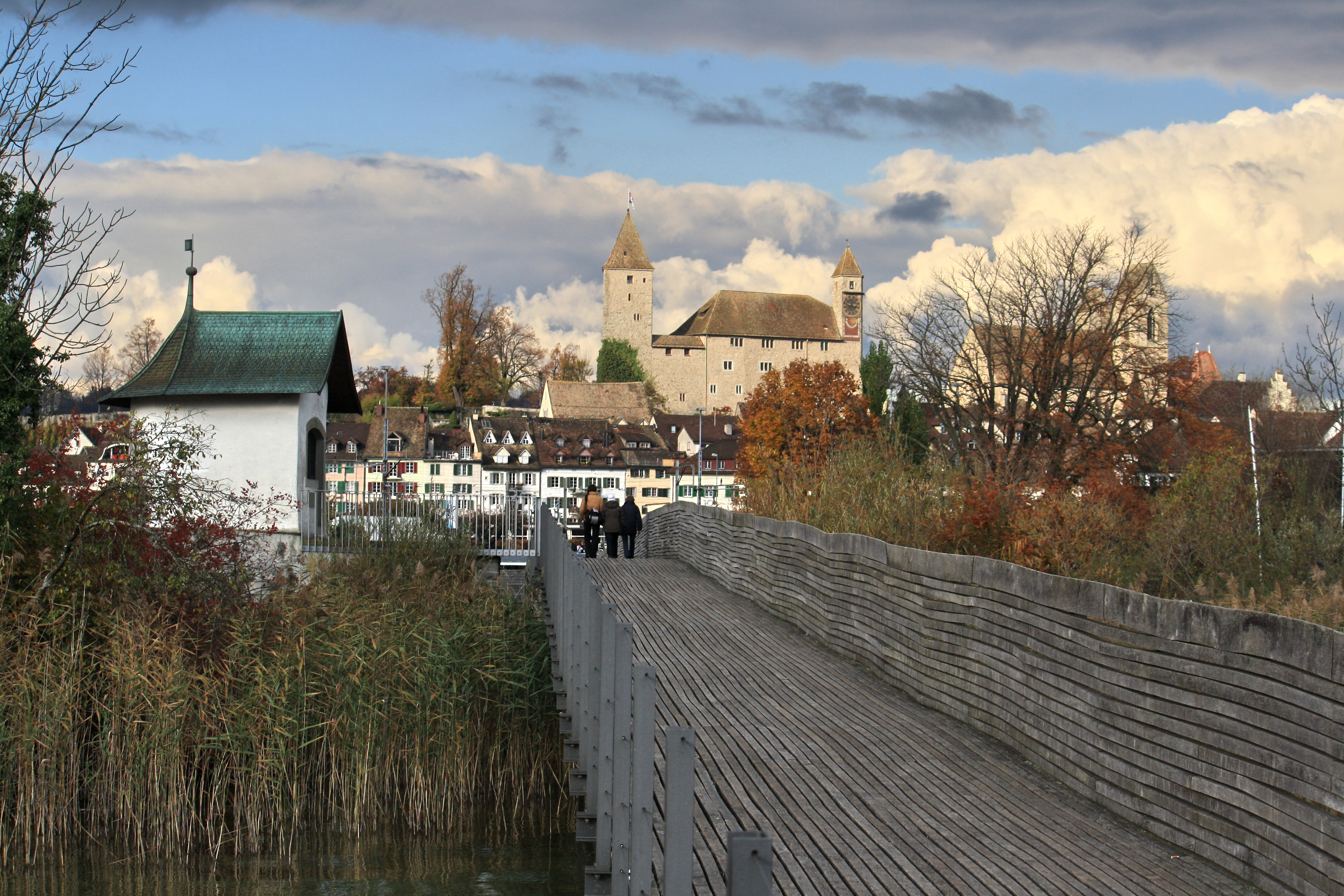
reconstruction of the original wooden bridge from c. 1525 BC between Rapperswil و Hurden